# Virginia (djur)
Virginia är ett släkte av ormar. Virginia ingår i familjen snokar.
Arterna är med en längd upp till 30 centimeter små ormar. De förekommer i sydöstra Nordamerika. Släktets medlemmar vistas vid fuktiga ställen, till exempel under stenar eller under lövansamlingar. De äter främst daggmaskar. Honor lägger inga ägg utan föder levande ungar.
Arter enligt Catalogue of Life:
- Virginia pulchra
- Virginia striatula
- Virginia valeriae

The Reptile Database listar Virginia pulchra som underart eller synonym till Virginia valeriae. Virginia striatula flyttades till släktet Haldea.